# شونوو
شونوو (به چکی: Šonov) یک منطقهٔ مسکونی در جمهوری چک است که در ناحیه ناخود واقع شده‌است. شونوو ۲۰٫۷۴ کیلومتر مربع مساحت و ۳۲۴ نفر جمعیت دارد و ۴۶۰ متر بالاتر از سطح دریا واقع شده‌است.